# Коринф
Кори́нф, або Кори́нт, (грец. Κόρινθος, Korinthos) — місто у сучасній Греції, у давнину — одне з найвизначніших міст-держав у Середземному морі.
Розташоване на перешийку (Істмі) між Коринфською і Саронічною затоками, на шляху з Пелопонеса до північної Греції

## Історія

### Царська доба
Перші поселення на місці Коринфа з'явилися ще за неолітичної доби — біля 6000 р. до н. е. Спочатку його населяли пеласги. Про це свідчить і назва міста — сполучення «νθ» вчені вважають характерним саме для пеласгійської мови. Щоправда, міфи стверджують, що від часів виникнення поселення мало іншу назву — Ефіра. Нібито місцеве населення так називало дружину шанованого ними бога Сонця, від якого виводили свій рід і місцеві володарі (звідки пізніша грецька назва їхньої династії — Геліади). Останнього царя з цієї династії звали саме Коринфом і за переказами саме завдяки йому місто отримало нинішнє ім'я — хоча й через кілька поколінь після його загибелі.
Грецьким місто стало щонайменше з часу правління царя Сізіфа, який став засновником нової династії. Сізіф звів навколо міста мури (можливо й на місці старих валів), облаштував джерела питної води, встановив певні кордони із сусідніми державами, позначені межовими каменями. Роздратовані сусіди розповідали, що під ними цар ховав тіла вбитих ним людей. Міфи, створені в інших містах, взагалі розповідають про Сізіфа як про хитру і підступну людину, хоча в Коринфі його дуже шанували. Довге правління Сізіфа сприяло виникненню ще однієї легенди — про те, як цар ув'язнив власну смерть і змусив богів відпустити його з потойбічного світу.
Син Сізіфа — цар Главк був батьком героя Беллерофонта. Цар Креонт мало не видав свою доньку заміж за Ясона й загинув, рятуючи її від помсти Медеї. Старша лінія династії Сізіфідів перервалася із смертю Поліба, який не мав дітей (окрім всиновленого ним згідно з міфами фіванського царевича Едіпа, що, подорослішавши, залишив Коринф — ще за життя самого Поліба). У Троянській війні коринфяни брали участь під проводом Агамемнона. Але після його смерті в місті була відновлена влада царів з молодшої лінії Сізіфідів.
У XII столітті до н. е. Коринф був захоплений дорійцями. Відомо, що здобути місто їм вдалося лише з другої спроби — коли вони атакували Коринф з півдня. Новим царем став їхній ватажок Алет, що заснував місцеву династію Гераклідів. Нащадки Сізіфідів, однак, теж залишилися жити у місті, визнавши нову владу. Коринф став дорійським, хоча прибульці не складали в ньому більшості — з восьми місцевих філ дорійськими були лише три. Жили у місті не тільки греки — тут існувала значна колонія фінікійців, які принесли до Коринфу свою культуру та релігію. У свою чергу і коринфяни одними з перших у Греції почали заснування власних торговельних факторій — зокрема у Медеоні та на Ітаці їхню присутність спостерігають з IX століття до н. е. Поширив свій вплив Коринф і на суходолі. Протягом першої половини VIII ст. до н. е. коринфяни приєднали Тенею, відібрали в мегарців Кромміон, Перахору, можливо Паги і навіть Триподиск.

### Режим Бакхіадів

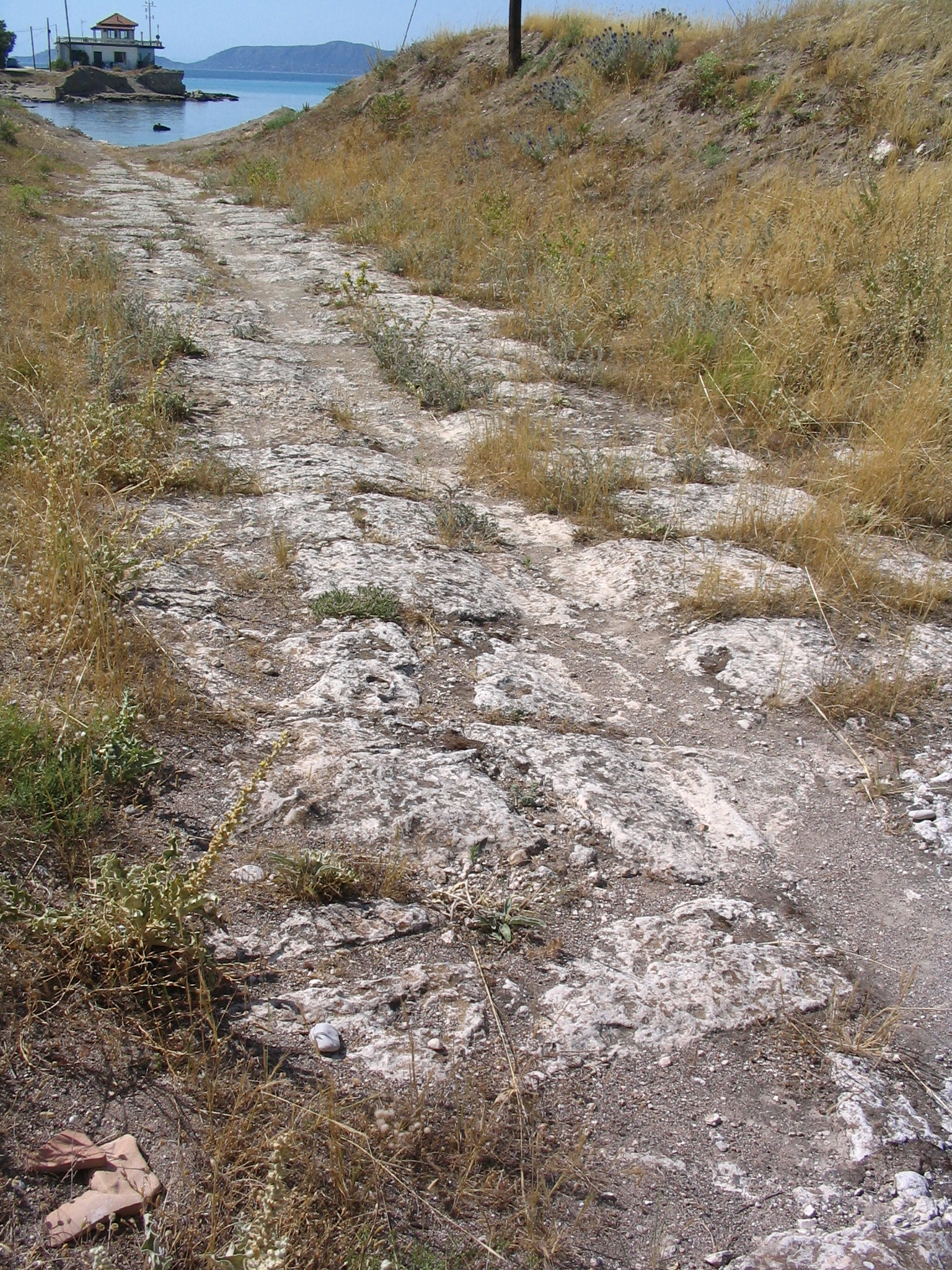
Діолк (сучасний вигляд)

Коринфська аристократія швидко відчула свою силу і в 747 року до н. е. царя Телеста — останнього з династії Гераклідів — позбавили престолу. Влада опинилася в руках вузького кола знатних родин, які усі вважали себе нащадками царя Бакхіса — Бакхіадами. 200 їхніх представників складали міську раду — буле, яка щорічно обирала з свого середовища притана. За безпеку міста відповідав полемарх, функції верховного жерця залишилися за позбавленим усіх інших повноважень басилеєм. За переказами, Бакхіади тримались ізольовано від інших сімей, забороняючи родичам навіть брати шлюби з представниками інших родин.
Надзвичайно вигідне географічне розташування забезпечувало Коринфу можливості торгувати одночасно зі Сходом і Заходом. Вже наприкінці VIII ст. до н. е. він був багатим містом, через яке йшла і транзитна торгівля. Дві міські гавані — Лехеон на заході і Схенос на сході — з'єднував волок, так званий діолк, і мореплавці зазвичай віддавали перевагу перетаскуванню вантажів через перешийок перед об'їздом навколо Пелопонесу, повз небезпечний мис Малея. Близько 710 р. до н. е., за твердженням Фукідіда, у Коринфі був створений новий тип корабля — трієра.

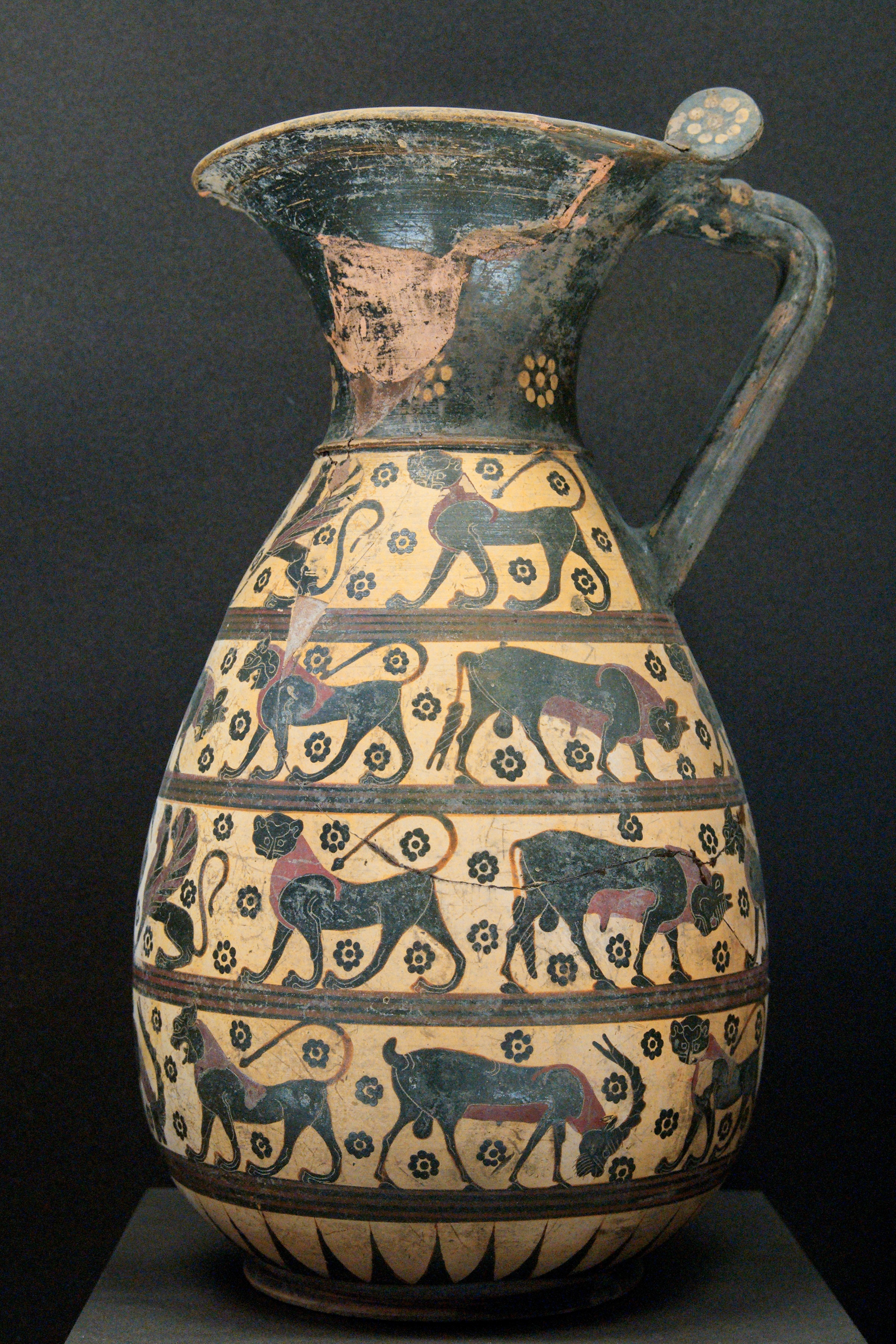
Глечик із зображенням тварин, Коринф, 640—630 рр. до н. е., Лувр

Бакхіади розпочали масштабну колонізацію у західному напрямку. У 733 р. до н. е. ними були засновані Коркира і Сіракузи. Утім швидкий економічний розвиток міста підточував владу аристократії. В місті зростала соціальна напруга. Притлумити внутрішні конфлікти Бакхіади намагалися за рахунок зовнішніх перемог. У Лелантській війні (720—660 рр. до н. е.) Коринф підтримав Халкіду, яка врешті-решт взяла гору. Але великої користі це не принесли ані самим халкидянам, ані їхнім союзникам. Наприкінці VIII ст. до н. е. за зброю взялися мешканці Мегар, які відвоювали частину колись втрачених на користь Коринфа територій. Наступним був конфлікт з аргоським царем Фідоном, який претендував на статус гегемона усієї Греції, подібного до Агамемнона. Зрештою Бакхіади посварилися і з власною колонією на Коркирі. У 664 р. до н. е. дійшло до військових дій і першого в грецькій історії морського бою. Як наслідок були фактично перервані торговельні зв'язки Коринфа з Італією і Сицилією.

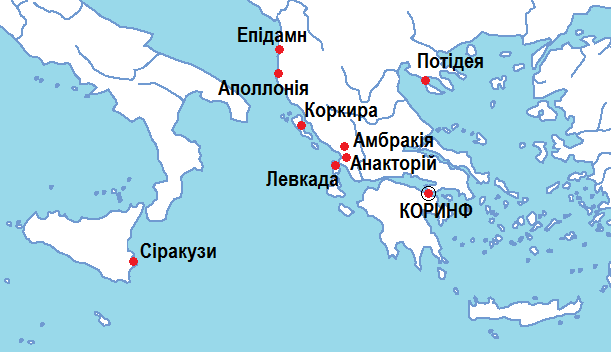
Коринфські колонії

### Тиранія Кіпселідів
Громадським невдоволенням скористався Кіпсел, мати якого належала до Бакхіадів, а батько походив з ахейського роду. В 657 р. до н. е. Кіпсел захопив владу і встановив у Коринфі тиранію. Новий володар спирався на підтримку простого люду і демонстративно відмовився від охоронців. Бакхіадів вислали з міста і деякі з них знайшли притулок на Коркирі.
Завершення Лелантської війни, внаслідок якої були послаблені обидва евбейських міста, Кіпсел використав для посилення впливу Коринфу, який за його правління почав перетворюватися на фактичного гегемона материкової Греції (на малоазійському узбережжі цю роль відігравав Мілет).
Кіпсел відновив масштабну колонізацію. Перша експедиція, на чолі з синами тирана — Горгом, Піладом і Ехідом заснували Левкаду, Амбракію і Анакторій. Потім була захоплена сусідня Гераклея. Це мало дозволити не лише вивезти з Коринфа «неспокійні елементи» (соціально невлаштованих, політичних опонентів нового режиму), але й відновити втрачені торговельні шляхи та підготуватися до боротьби за повернення Коркири. За деякими даними, Кіпселу вдалося захопити бунтівний острів вже наприкінці його правління. За іншими — це зробив його син і наступник Періандр (627 — 588 рр. до н. е.).

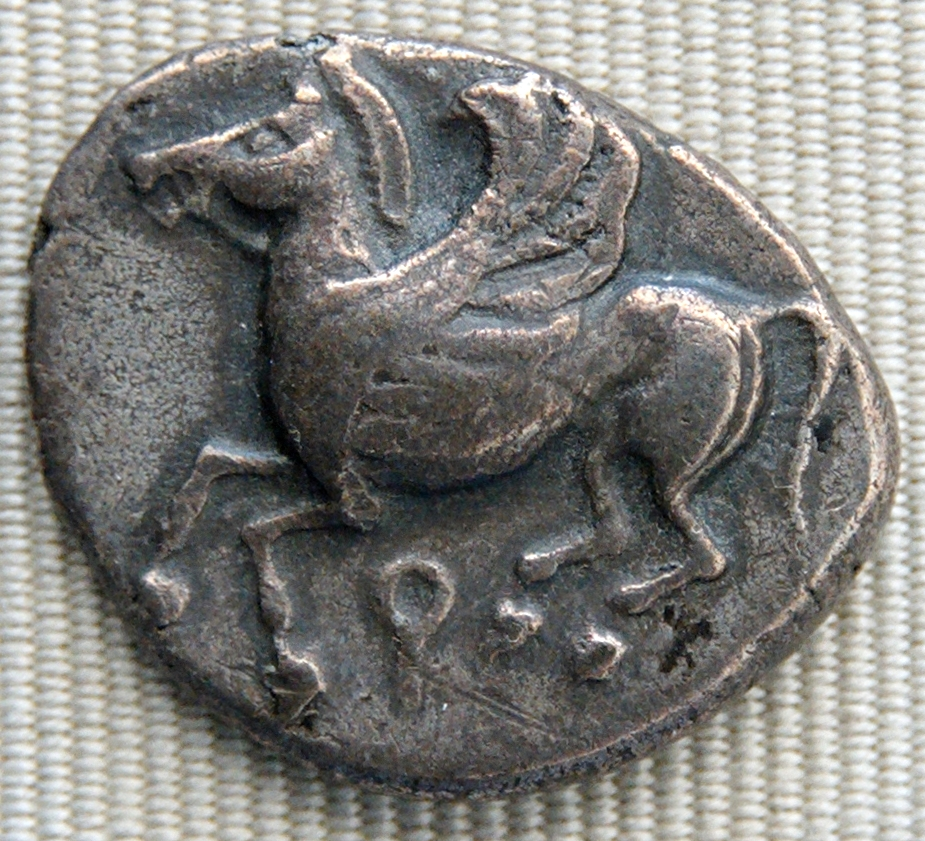
Коринфська тридрахма, 515 р. до н. е.

Періандр спочатку намагався проводити гнучкішу внутрішню політику, і навіть здобув цим славу одного з семи наймудріших греків. Вирішального удару аристократії він завдав, змінивши громадський устрій, зокрема замінивши родові філи територіальними. Періандр почав карбувати власну монету, запровадив митні збори, завдяки яким зміг скоротити до мінімуму (а за переказами — і взагалі скасувати) податки. Збудувавши додаткову гавань Кенхрей, він першим висловив ідею з'єднати Коринфську і Саронічну затоку каналом, але врешті відмовився від цієї ідеї, обмежившись вдосконаленням діолку, що за його правління був вимощений каменем, в якому зробили особливий жолоб, аби кораблі можна було перевозити швидше і легше. Це перетворило Коринф на найбагатше місто Греції — що увійшло навіть у прислів'я «οὐ παντὸς πλεῖν ἐς Κόρινθον», у перекладі — «не кожному плавати до Коринфу».

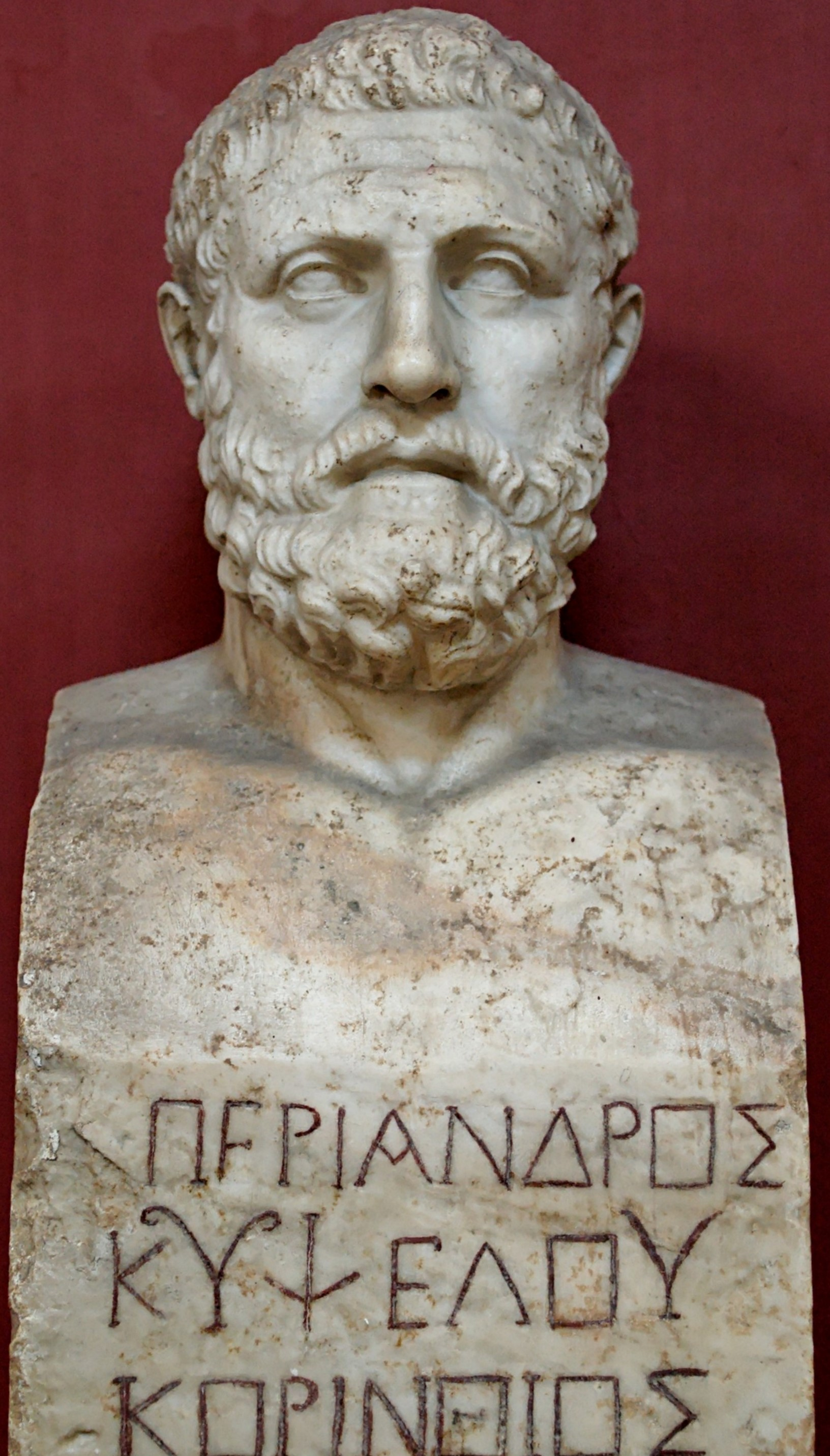
Періандр

Місто було й визначним центром суднобудування, зброярства, ливарного ремесла, виготовлення і фарбування тканин, найбільшим у Греції постачальником кераміки — насамперед чорнофігурної. За Періандра Коринф перетворився і на культурну столицю материкової Греції. Істмійські ігри вважали другими за значущістю в Елладі, місцевий храм Афродити (який, між іншим утримував біля тисячі повій) був відомий в усьому грецькому світі. Тиран підтримував мистецтва, зокрема допомагав поету Аріону, що в свою чергу допоміг володарю запровадити державний культ Діоніса.

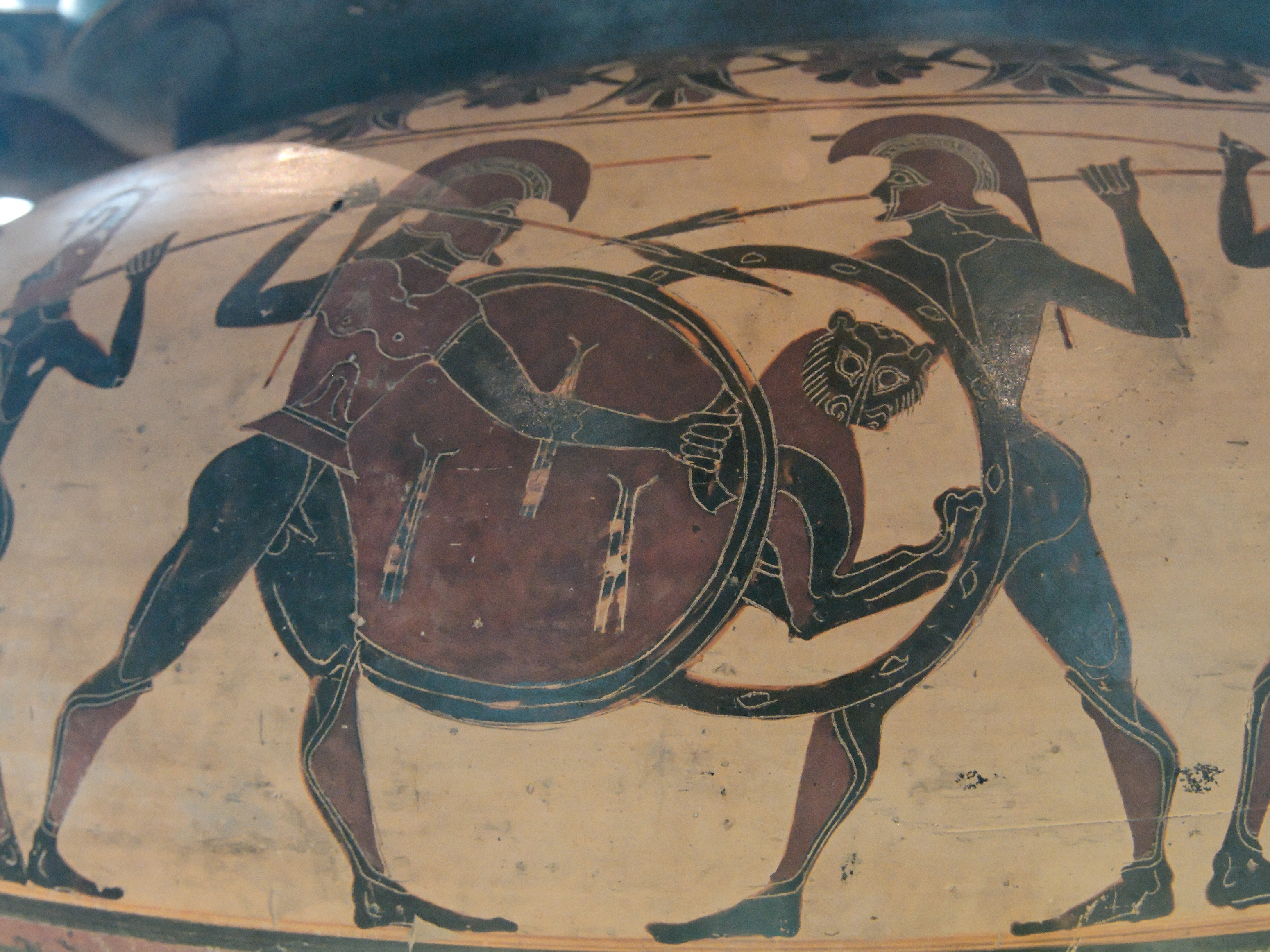
Гопліти, зображення на коринфському кратері, 600 р. до н. е.

Періандр вів активну зовнішню політику — і не лише у традиційному для Коринфа західному напрямку. Він захопив Епідавр і Егіну, зміцнив демонстративно жорстокими методами (аж до кастрації трьохсот знатних коркирян) коринфську владу над Коркирою, заснував нові колонії — Халкіду, Макінію, Молікрій, Соллій (біля виходу до Іонійського моря), Епідамн, Аполлонію (в Іллірії, звідки до Коринфа надходило срібло), Потідею (у Халкідиці, багатій лісом, необхідним для будівництва кораблів, і близькій до македонських покладів золота). При цьому, на відміну від інших міст, Коринф не надавав створеним поселенням незалежності, а утримував їх під жорстким контролем метрополії. Періандру таким чином вдалося створити першу в грецькій історії морську державу — архе. Тиран встановив партнерські стосунки з Єгиптом, Лідією і Мілетом.
Деякі історики саме порадами мілетського тирана Фрасибула пояснюють зміни у політиці Періандра у другий половині його правління. Так, остерігаючись змов, тиран завів собі охорону з 200 найманців, заборонив будь-які союзи і збори, окрім релігійних, публічні бенкети, обмежив придбання рабів і предметів розкоші. Проте невдоволення зростало, і врешті-решт Періандр вирішив не тільки відмовитися від влади, але й організувати власне вбивство — так щоб навіть тіло його не могли знайти.

### Олігархія. Союз зі Спартою
Наступник Періандра — його небіж Псамметих (588 — 585 рр. до н. е.) протримався при владі лише кілька років і був вбитий заколотниками, що викинули його труп за межі міста. Натовп зруйнував будинки, в яких жили тирани, і привласнив їхнє майно.

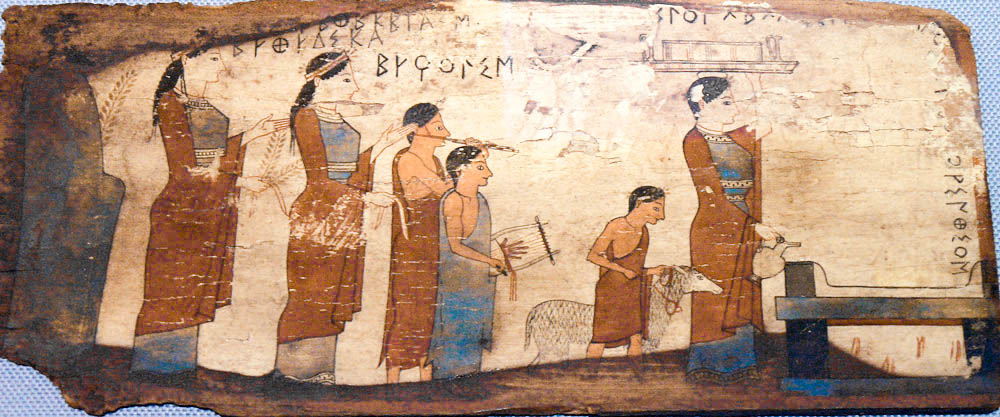
Релігійна церемонія. Коринфський живопис, 540—530 рр. до н. е., Національний археологічний музей (Афіни)

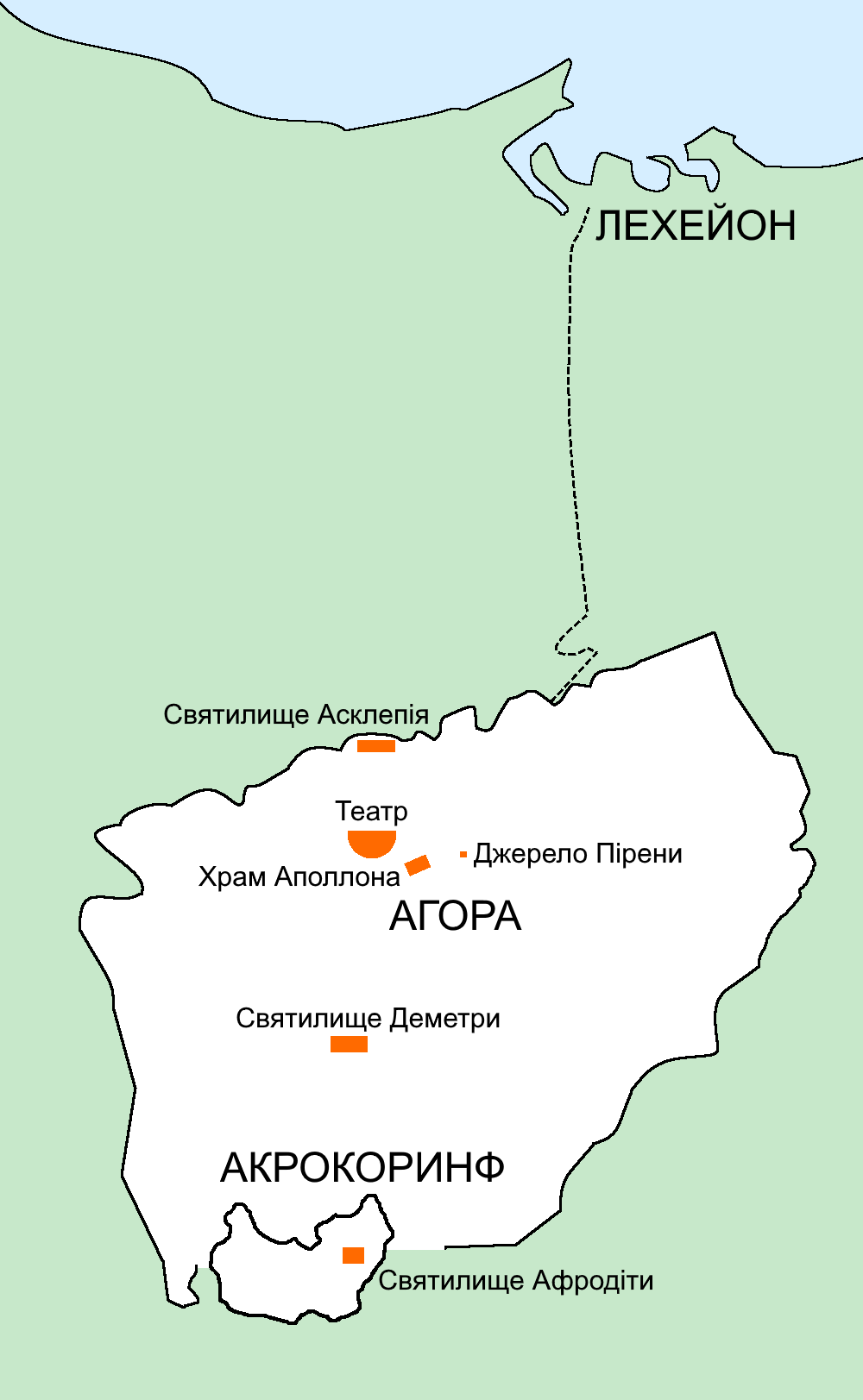
Коринф наприкінці VI ст. до н. е.

Безвладдя тривало недовго, в місті було встановлено режим олігархії. Фактично влада належала міській раді — буле, в якій були формально представлені усі вісім територіальних філ, організованих Періандром. Проте усі рішення готувалися вузькою колегією з восьми пробулів. Повноваження народних зборів були дуже обмеженими — громадяни могли лише підтвердити чи відкинути рішення, винесені на їхній розгляд радою.
Морська держава, створена Кіпселідами, після знищення тиранії досить швидко розпалася, хоча деякі колонії і надалі залишалися під контролем Коринфа. Місто і надалі залишалося одним з найзаможнішим у Греції, проте вже не таким впливовим. В обмін на допомогу, яку надали при утвердженні олігархічного режиму спартанці, і з надією на підтримку в боротьбі з Аргосом, коринфяни згодом приєдналися до очолюваного ними Пелопонеського союзу, фактично поступившись Лакедемону роллю гегемона материкової Греції. Щоправда, в новому альянсі за Коринфом зберігався особливий статус. Так, коли спартанці вирішили втрутитися у справи Афіни, коринфяни, які не бажали надмірного підсилення Спарти, виступили проти і домоглися свого.

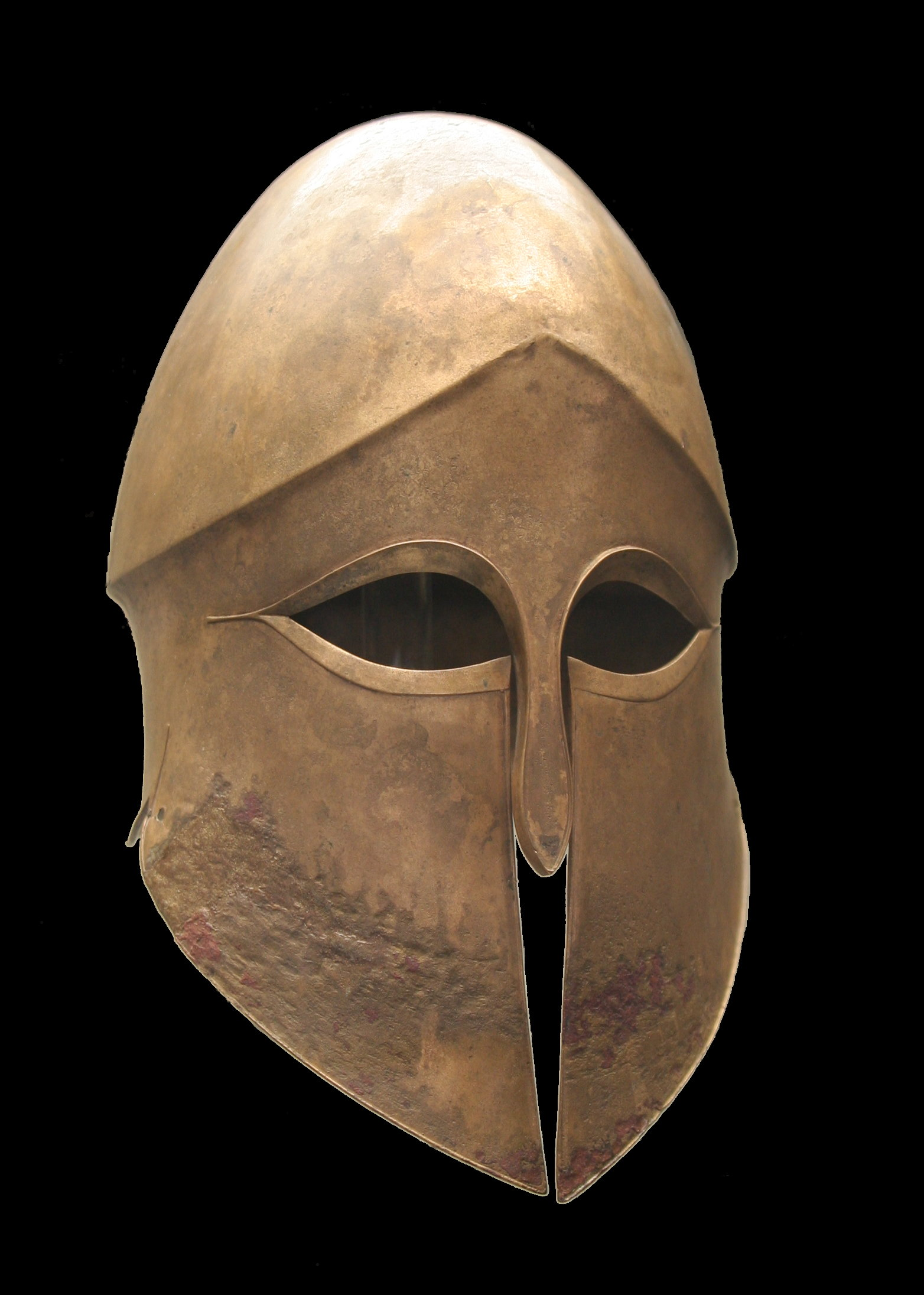
Коринфський шолом, 500—490 рр. до н. е., Державне античне зібрання, Мюнхен

З початком греко-перських війн коринфяни займали очікувальну позицію, але загроза вторгнення армії Ахеменідів до самої Еллади, змусила їх до рішучих дій. Коринф став одним з ініціаторів протиперського військового союзу і надав притулок біженцям із Північної і Середньої Греції. 40 коринфських кораблів, керованих навархом Адімантом, брали участь у битві в Саламінській протоці, 5000 гоплітів, споряджених містом, билися під Платеями.
Водночас коринфяни відмовилися приєднуватися до Делоського союзу, залишаючись спільником Спарти. У 60-х рр.. до н. е. їхній конфлікт з Мегарами, яких підтримували Афіни, призвів до справжньої війни між афінянами і Пелопонеським союзом. Причому головним ініціатором продовження бойових дій був саме Коринф, а мир (451 р. до н. е.) був укладений на вимогу спартанців. Надалі місто підтримувало мегарян, які були невдоволені афінською гегемонією, а Афіни у відповідь вживали санкцій проти коринфської колонії Потідея і допомагали бунтівній Коркирі. Все це призвело навесні 431 р. до н. е. до нової війни, яка дістала назву Пелопонеської. Коринфяни не погодилися на Нікіїв мир, укладений між Спартою і Афінами у 421 р. н. е., і відмовилися заради нього поступатися Анакторієм. Надалі вони навіть намагалися створити «альтернативний» союз, спрямований проти Афін, але без особливого успіху. В 416 р. до н. е. Коринф самостійно оголошує війну, змусивши врешті відновити бойові дії і союзників. Під час Сицилійської експедиції енергійно допомагав своїй колонії. Війна врешті завершилася у 404 р. до н. е. перемогою Пелопонеського союзу, але жодних матеріальних чи політичних дивідендів Коринф від цього не отримав.
У V ст. до н. е. Коринф залишається одним із культурних центрів Еллади, хоча й поступається першістю Афінам. Тим не менше, саме тут біля 430 р. до н. е. виник новий архітектурний ордер, що відзначався особливою пишністю. Взагалі, прагнення до розкошів і споживання, сусіди вважали особливістю коринфського способу життя.

### Дестабілізація і занепад

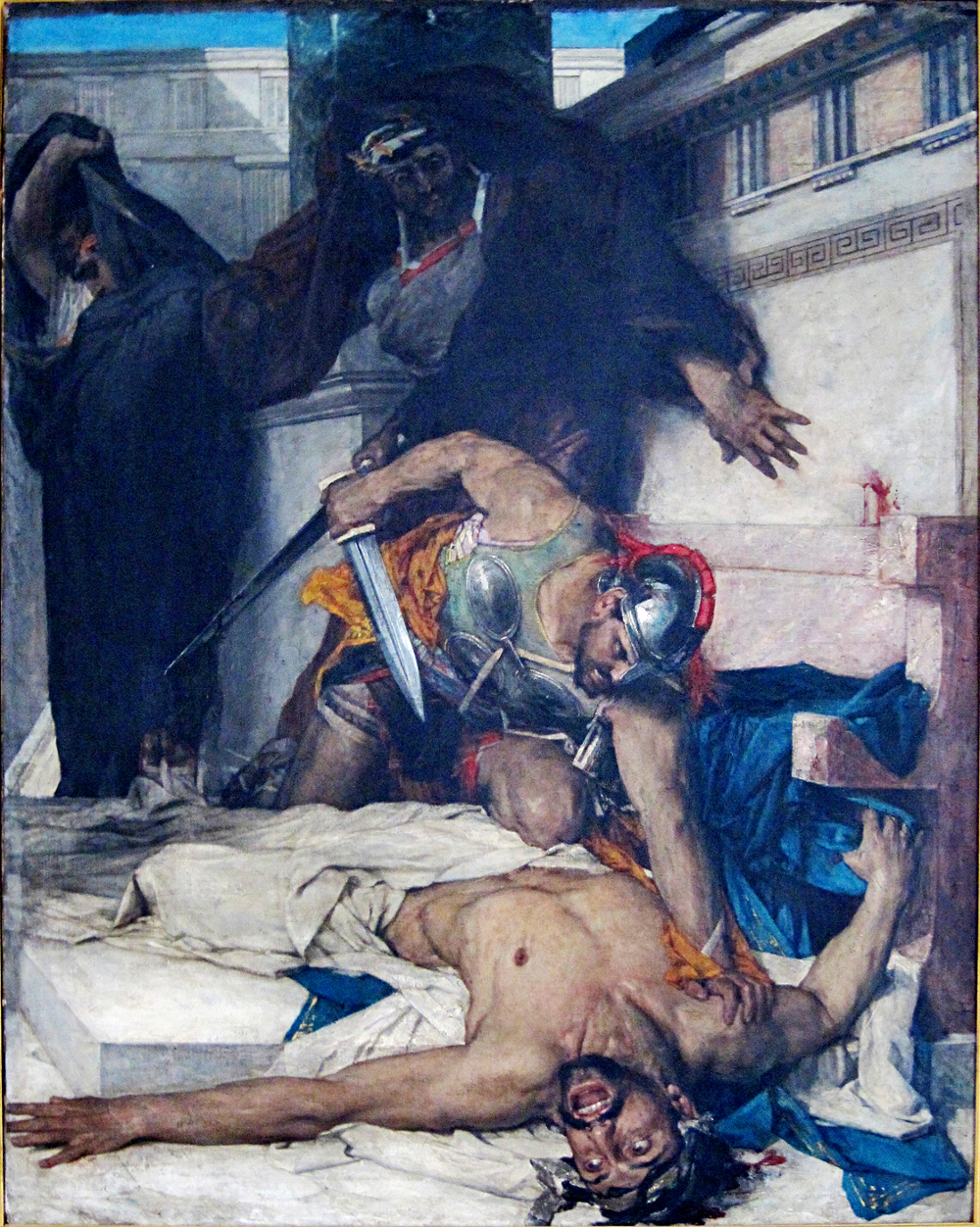
Вбивство Тімофана, Лео Комер (1874)

Спартанський диктат швидко викликав невдоволення серед союзників. У 395 р. до н. е. Коринф уклав військовий союз із Фівами, Афінами і Аргосом, розпочавши проти Лакедемона Коринфську війну. Нею скористалися не надто численні у місті прихильники демократії. У 392 р. до н. е., за підтримки аргосців, вони здійснили державний переворот, вигнавши або просто перебивши найвпливовіших захисників олігархії. Проте нова влада не мала міцної опори серед громадян, тому вирішила просто приєднати Коринф до Аргоса. Спартанці, під проводом Агесілая, тим часом перейшли у наступ, спустошили коринфську рівнину, заволоділи «довгими мурами», що з'єднували Коринф з портом Лехеоном, і взяли сам порт. У 386 р. до н. е. місто знову стало формально незалежним, за спартанської підтримки був відновлений режим олігархії, проте у Пелопонеському союзі Коринф вже не мав колишнього особливого статусу, перетворившись на звичайного сателіта Спарти.
Після поразки спартанців під Леквтрами, прихильники демократії спробували ще раз захопити владу, але їхній заколот був попереджений. Коринфяни сприяли переходу Афін на бік Спарти, проте вже в 365 р. до н. е. змушені були самі укласти сепаратний мир із Фівами — на умовах визнання коринфського нейтралітету. Гарантією мало стати військо з 400 найманців, яке було створено у Коринфі за рішенням міської ради. Протее ватажок створенного загону Тімофан одразу спробував встановити у місті власну тиранію, роздавши зброю своїм прихильникам з простолюду. Тімофан був вбитий власним братом Тімолеонтом, проте Коринф назавжди втрачає роль впливового самостійного чинника у міжгрецьких конфліктах. Коринфяни, щоправда, спробували підтримати Мегари в їхньому конфлікті з Афінами (352 — 350 рр. до н. е.), але знову зазнали поразки. Невдалими були й спроби Коринфа протистояти македонській експансії. У 342 р. до н. е., щоправда, вдалося відстояти свої колонії Амбракію і Левкаду. Але нарешті, разом із союзниками — афінянами і фіванцями, коринфяни зазнали поразки під Херонеєю (338 р. до н. е.) і змушені були визнати зверхність Філіпа Македонського.

### Елліністична доба

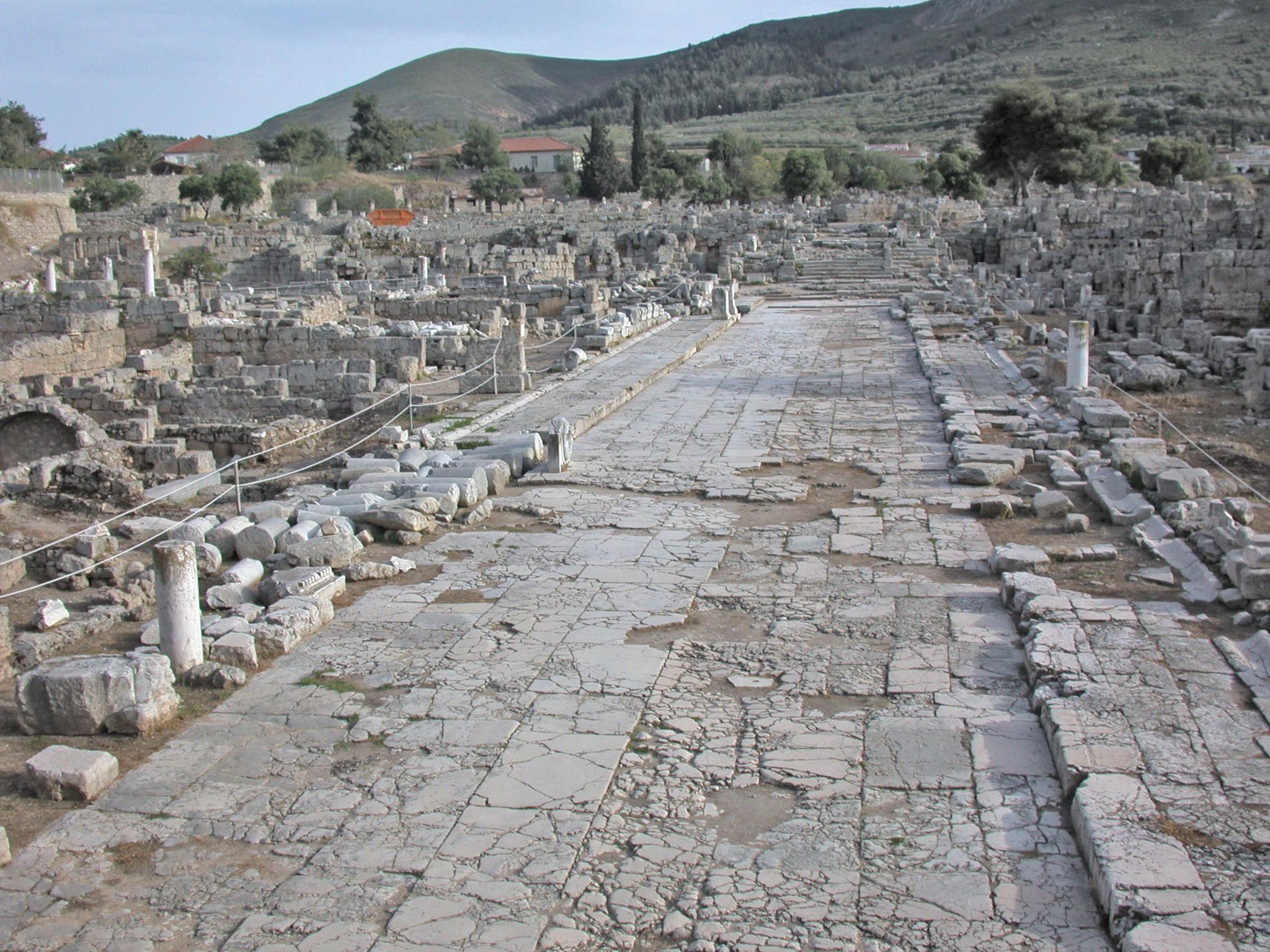
Вулиця стародавнього Коринфу

Саме Коринф Філіп обрав місцем проведення у 337 р. до н. е. конгресу, на який запросив представників усіх грецьких міст-держав. Запрошення проігнорували лише спартанці. На конгресі був утворений Панеллінський союз (дав.-гр. πανελλήνια συμμαχία, в історичній літературі вживають також назву Коринфський союз), гегемоном якого був обраний сам цар. Коринф був визначений місцем зібрань вищого керівного органу союзу — синедріону, а в Акрокоринфі був розквартирований македонський гарнізон. Після смерті Філіпа у 336 р. до н. е. синедріон визнав гегемоном Панеллінського союзу його сина Александра. За переказами саме в Коринфі відбулася славнозвісна зустріч молодого царя із кініком Діогеном, що в цей час жив у місті.

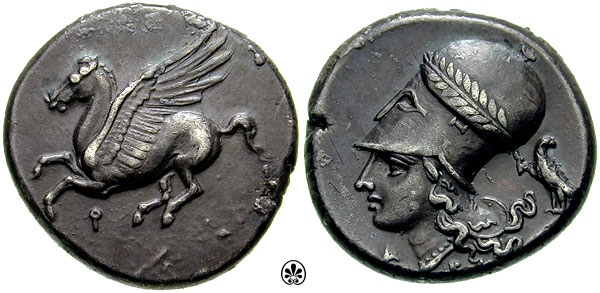
Коринфський статер, 308—306 рр. до н. е.

Коли у Греції дізналися про смерть Александра, Коринф приєднався до повстання афінян (так звана Ламійська війна), але Кратер швидко його придушив. У 303 р. до н. е. на з'їзді представників грецьких міст у Коринфі Деметрій Поліокрет оголосив про «звільнення Еллади», і Коринфа зокрема, від македонської влади. Проте після поразки його батька при Іпсі залежність була відновлена. Під час Хремонідової війни місто було однією з опорних баз македонян у Греції і саме під його мурами вони у 265 р. до н. е. здобули вирішальну перемогу над спартанцями на чолі з царем Ареєм.
У 243 р. до н.е македонський гарнізон з міста витіснили війська Ахейського союзу і Коринф увійшов до його складу, проте у 223 р. до н. е. ахейці знову були змушені поступитися містом на користь Філіппа V.
У 196 р. до н. е. римський проконсул Тит Квінкцій Фламінін на Істмійських іграх проголосив «незалежність Греції». Коринф повернувся до складу Ахейського союзу, фактично ставши його економічним і фінансовим центром (політичним центром союзу формально залишався Егіон). Проте зміцнення ахейців не входило до стратегічних планів Риму, і вже у 147 р. до н. е. римський сенат оголосив про «виключення» з об'єднання кількох міст, зокрема й Коринфа. Посланців республіки, що повідомили коринфянам про це рішення, сприйняли у місті відверто вороже. Наруги зазнало і друге посольство. У відповідь римляни оголосили війну. У вирішальній битві біля Левкопетри на Істмі греки, Коринф був взятий приступом і дощенту зруйнований (146 р. до н. е.). Громадян продали у рабство, а їхнє майно як трофеї було привласнено римлянами на чолі з Луцієм Муммієм (що отримав за перемогу прізвисько Ахейський).

### Від римської колонії до столиці візантійської Мореї

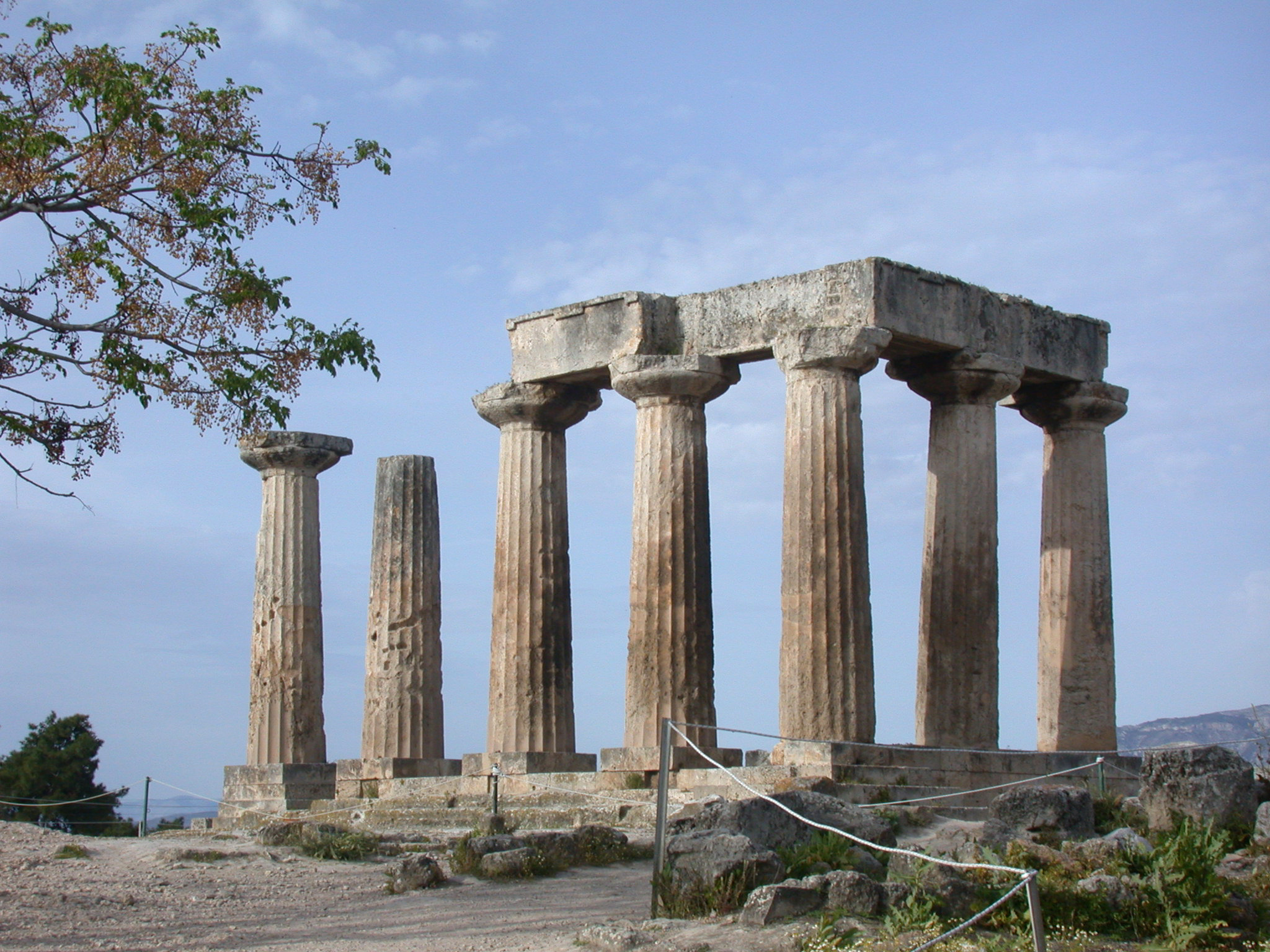
Храм Аполлона в Коринфі

Відбудувати місто дозволили лише через сотню років. Юлій Цезар, який, між іншим, згадав про ідею будівництва каналу між Коринфською і Саронічною затоками, у 44 р до н. е. заснував на його місці колонію під назвою «Юлія Коринфська».

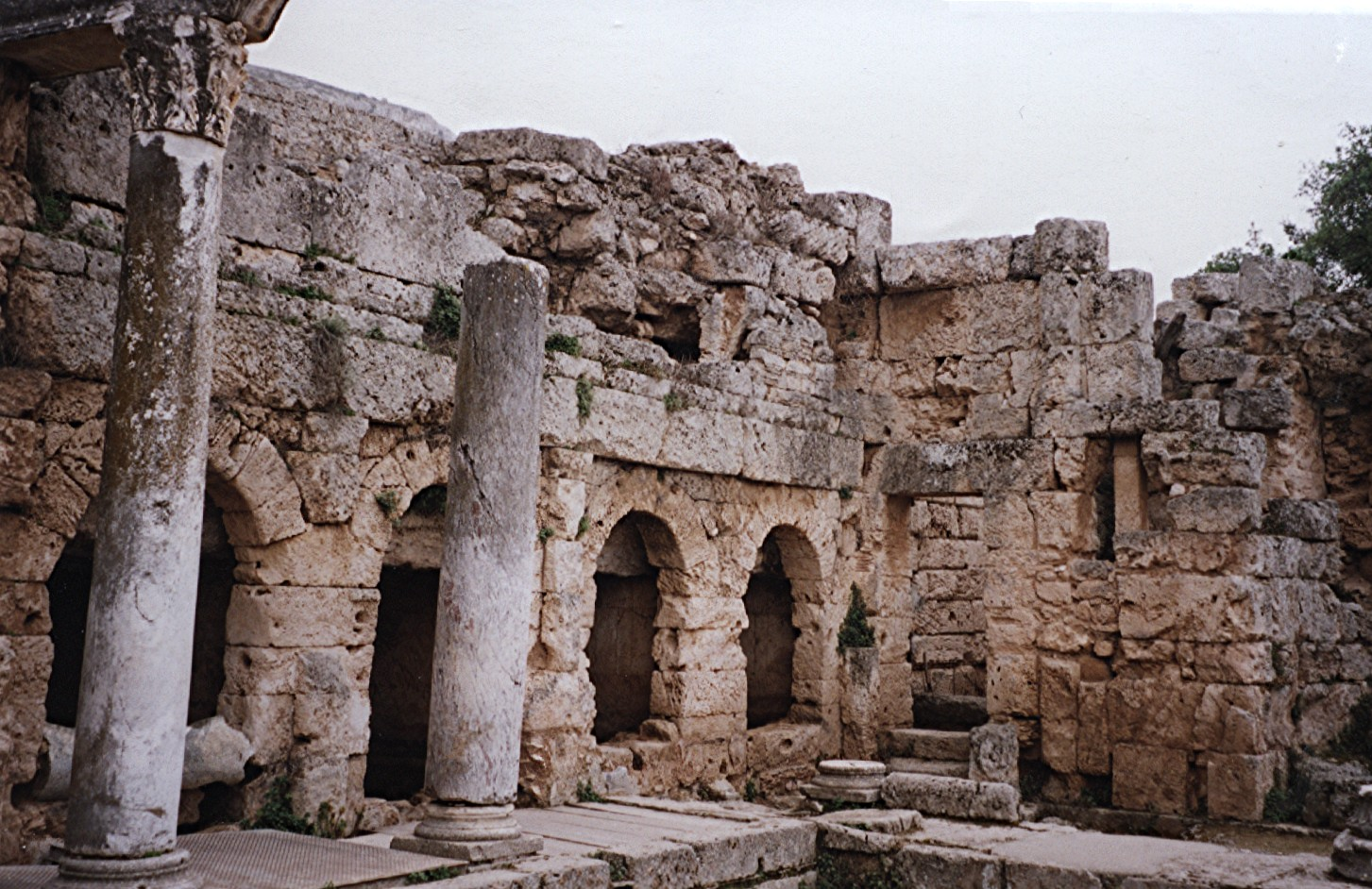
Римські лазні у Коринфі

Першими осельниками колонії були звільнені раби. Але невдовзі до них приєдналися нові переселенці з Італії, інших міст Греції та з усього Середземномор'я. Назва, дана колонії Цезарем, швидко скоротилася до звичної — Коринф, а невдовзі до міста перебрався і уряд провінції Ахайя. Коринф швидко зростав завдяки торгівлі і спосіб життя у ньому швидко набув знайомих рис — із прагненням до розкошів і задоволень. Навіть слово «коринфянка» згодом перетворилося на синонім повії. Не надто приязно відгукувався про місто й апостол Павло, що відвідав Коринф двічі — у 51-52 (заснувавши при цьому першу християнську церкву у Кенхреї) і 58 роках.
У 66 р. до Коринфу прибув імператор Нерон. Він оголосив про звільнення грецьких міст і розпочав роботи з будівництва коринфського каналу. Проте у Римі спалахнуло повстання і будівництво припинили. У 76 р. стався потужний землетрус, що зруйнував будівлі часів Августа, Тиберія і Клавдія. Масштабне будівництво відновилося лише за Адріана, який зокрема збудував водогін, що постачав воду із Стимфалійського озера.

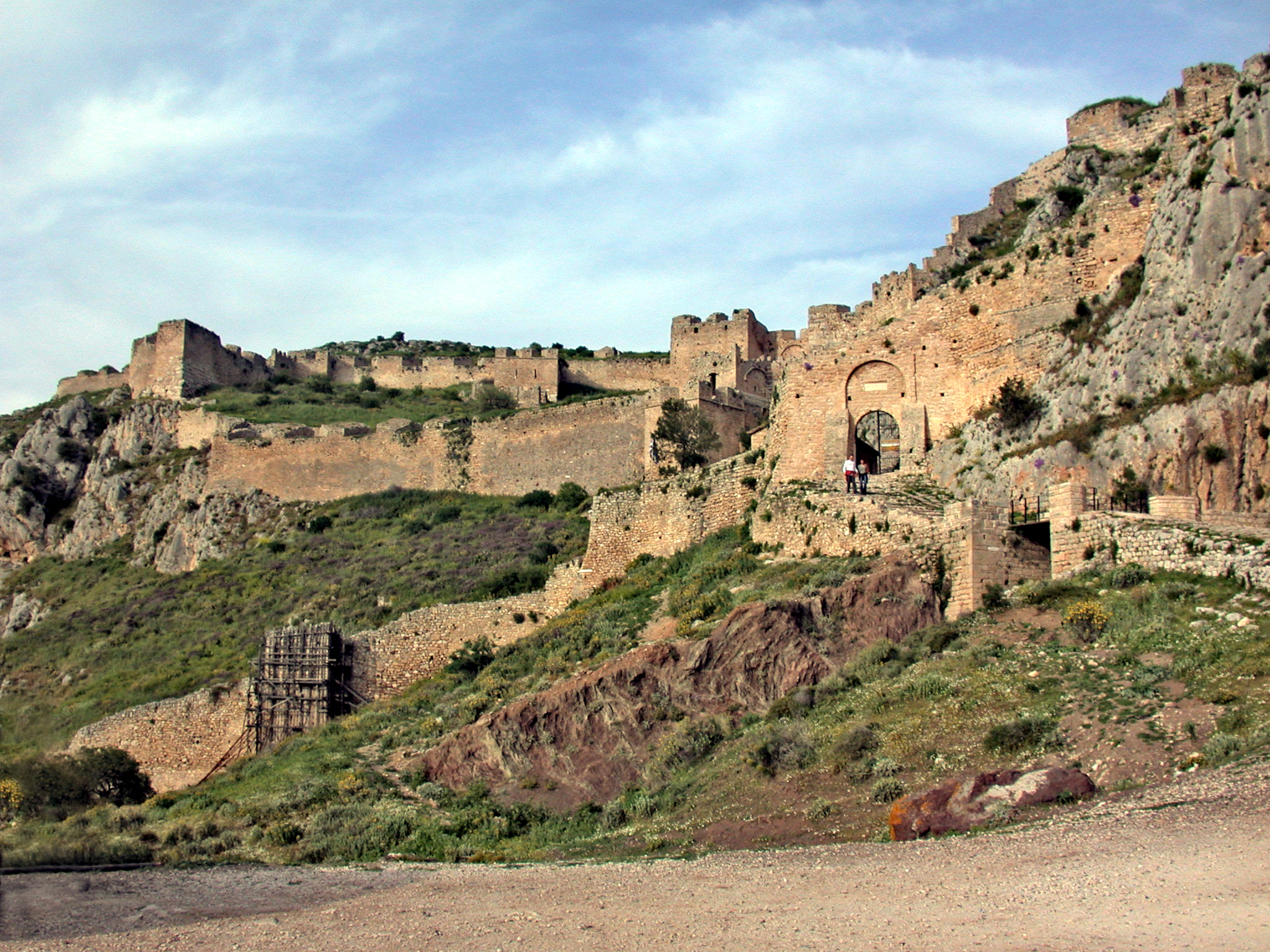
Руїни Акрокоринфа

З III ст. Коринф переживає низку випробувань. У 276 р. на місто нападають герули, у 375 р. — трапляється новий землетрус, у 395 р. Коринф грабують і спалюють готи на чолі з Аларіхом, у 551 р. — ще один землетрус руйнує те, до чого не дотягнулися варвари. Імператор Юстиніан не лише відновлює зруйноване, але й перегороджує Істм грандіозним муром, що отримав назву Ексаміліон (тобто «шестимильний») і перетворює Коринф на столицю материкової Греції. Проте це лише приваблює нових нападників, зокрема слов'ян.
Після нового землетрусу 856 року, внаслідок якого загинула більшість населення міста, мешканці, які залишилися в живих, змушено перебираються до Акрокоринфу. Нові будинки на рівнині з'являються лише у X ст. Коринф, як резиденція стратега феми Морея, поступово розбудовується і заможнішає за рахунок торгівлі шовком. Проте у 1147 р. його знову грабують — цього разу нормани Рожера Сицилійського.

### Хрестоносці, османи, венеційці… і знову османи
Після здобуття Константинополя хрестоносцями (1204) Коринф віддають як трофей Жоффруа I Віллардуену, який отримав титул князя Ахейського. Проте мешканці міста нову владу визнавати відмовляються. 

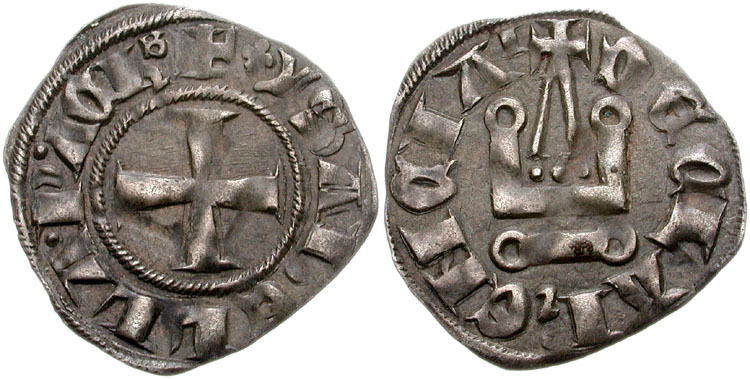
Деньє, карбовані ахейською княгинею Ізабеллою (1297—1301)

 Лицарське військо у 1205 бере Коринф в облогу, захисники на чолі з Левом Сгуросом барикадуються на Акрокоринфі. Спротив продовжується і після самогубства грецького ватажка у 1208. Лише 1210 року місто переходить під контроль Ахейського князівства. Не дивно, що свою столицю Віллардуени облаштовують подалі — в елідській Андравіді. Та й сам Коринф тяжіє до герцогства Афінського.
1358 року князь Роберт віддав Коринф з навколишніми землями в управління флорентійському фінансисту Нікколо Аччаюолі. Після смерті Нікколо у 1371 місто дісталося його племіннику Неріо вже як феод. Неріо почав одну за одною приєднувати й інші грецькі землі, домігшись урешті-решт титулу «володаря Коринфа і герцога Афінського». Але зі смертю Аччаюолі у 1394 його володіння були знову розпорошені між спадкоємцями. Коринф «прихопив» зять Неріо Феодор Палеолог, деспот Мореї. До міста повертаються візантійці. У 1395—1403 роках Коринф утримують в своїх руках османи, що на свій лад називають його «Гьордюш» (тур. Gördüş). Не дивно, що Феодор, знову відвоювавши місто, відбудовує і Екзамільйон. Проте у 1458 році, вже після здобуття османами Константинополя, місто вдруге опиняється під османською владою і стає центром Морейського санджаку.

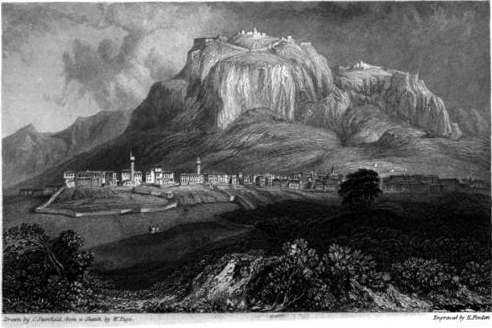
Коринф у 1833 році. Гравюра Стенфілда

У 1687 році місто захопили венеційці. 1699 року за Карловицьким миром Османська імперія змушена була погодитися з цією втратою території. Проте 1715 року Венеція змушена була відмовитися від своїх володінь в Егеїді, і османи втретє здобули Коринф. Із початком війни за незалежність Греції коринфяни приєдналися до повстанців. Османи взяли місто в облогу, і після здобуття перетворили на руїни. Навіть адміністративний центр санджака перенесли до Патр.
Після визнання самостійності Греції (1830) руїни Коринфа залишалися під контролем османів. Лише за Лондонською угодою (1832) їх остаточно віддали Греції. Коринф розглядали навіть як один з варантів розташування столиці нової держави, але врешті-решт перевагу надали Афінам.

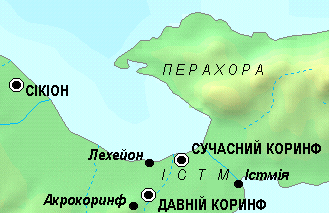
Старий і новий Коринф на мапі Істмійського перешийку

### Новий Коринф
У 1858 землетрус знову зруйнував місто. Відбудовувати його не стали. За 5 км на північний схід на березі Коринтської затоки заснували нове місто — Новий Коринф. Але його частіше іменують просто Коринфом, а руїни — Старим Коринфом.

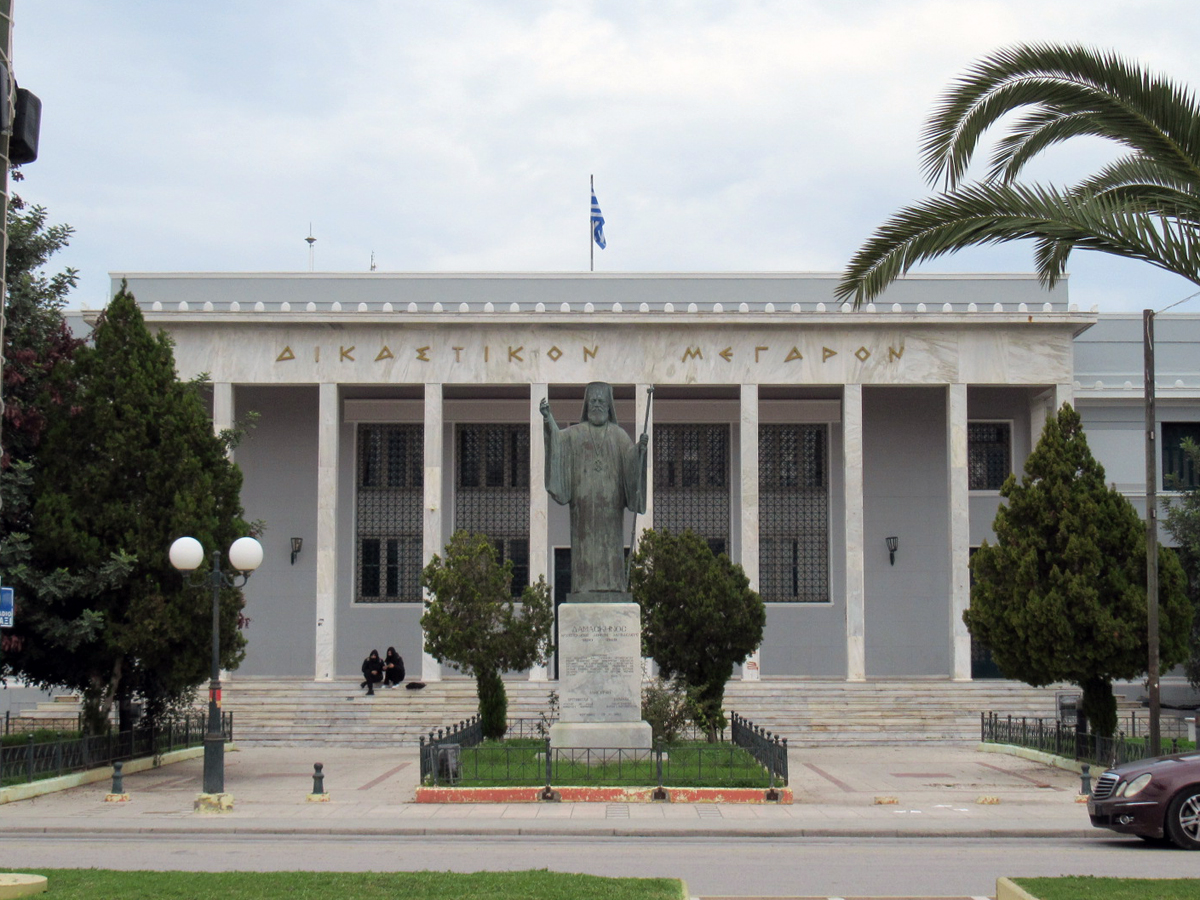
міський суд і пам'ятник архієпископу Дамаскіну
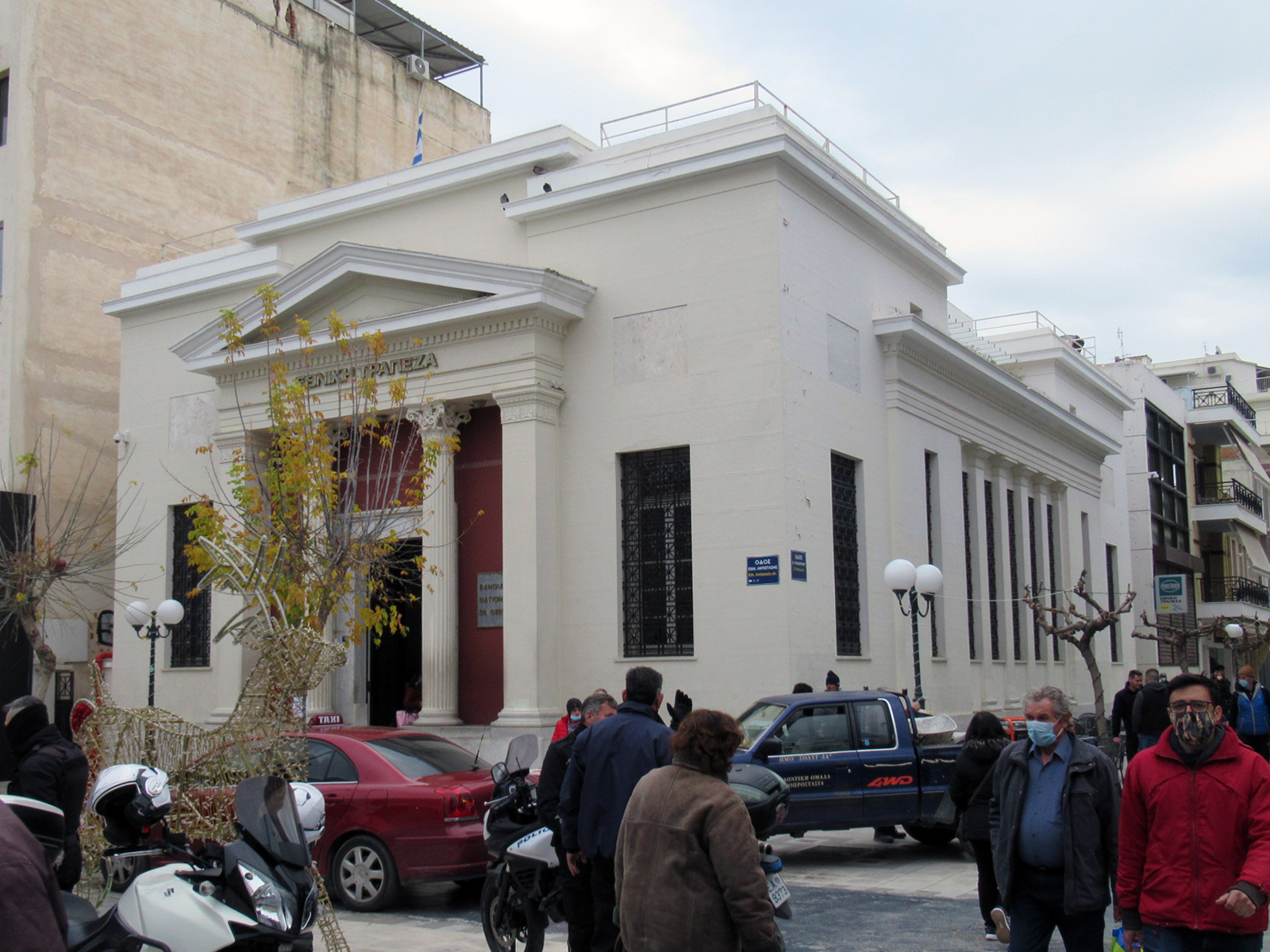
відділення Національного банку
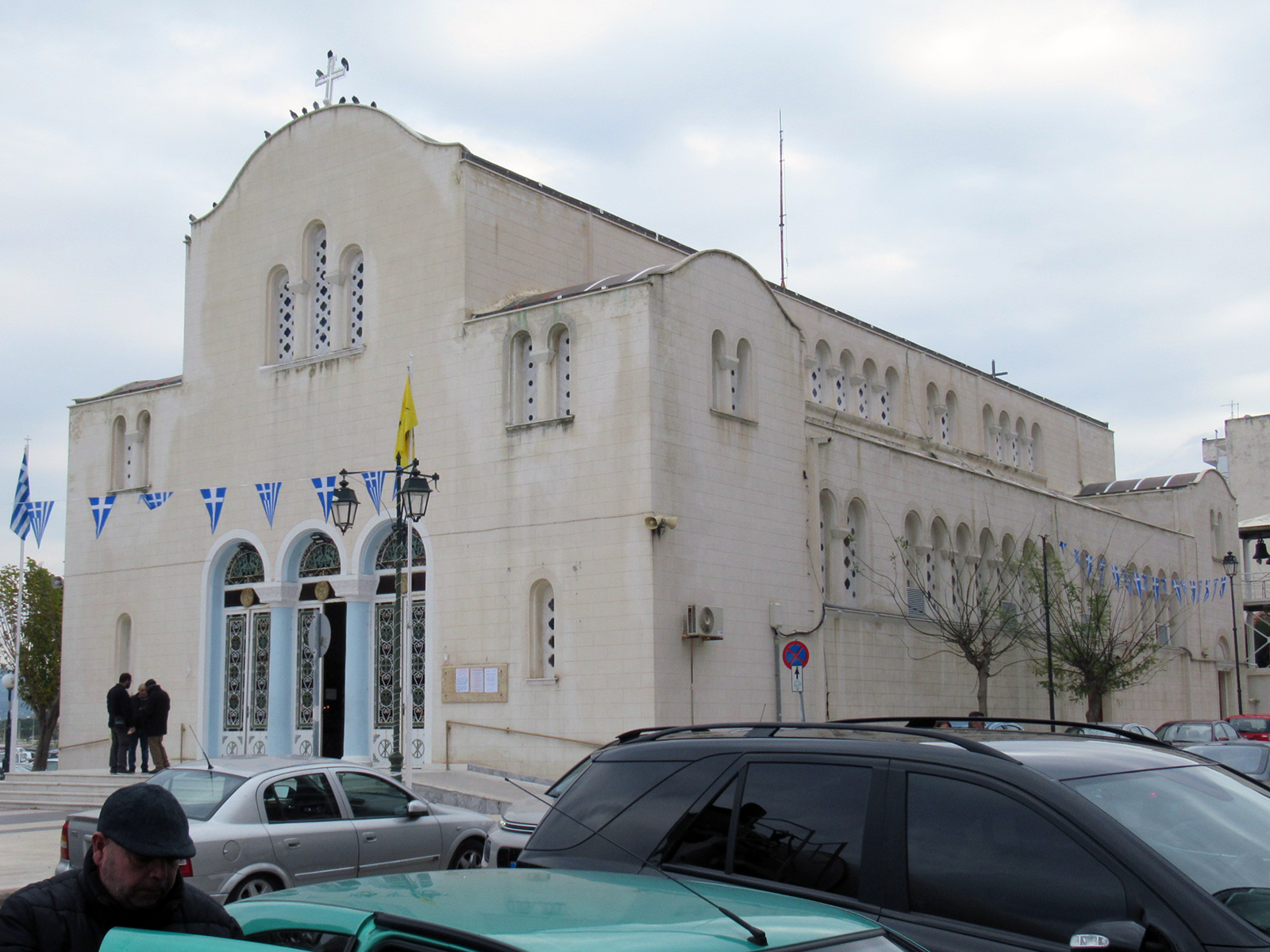
церква Св. Миколая
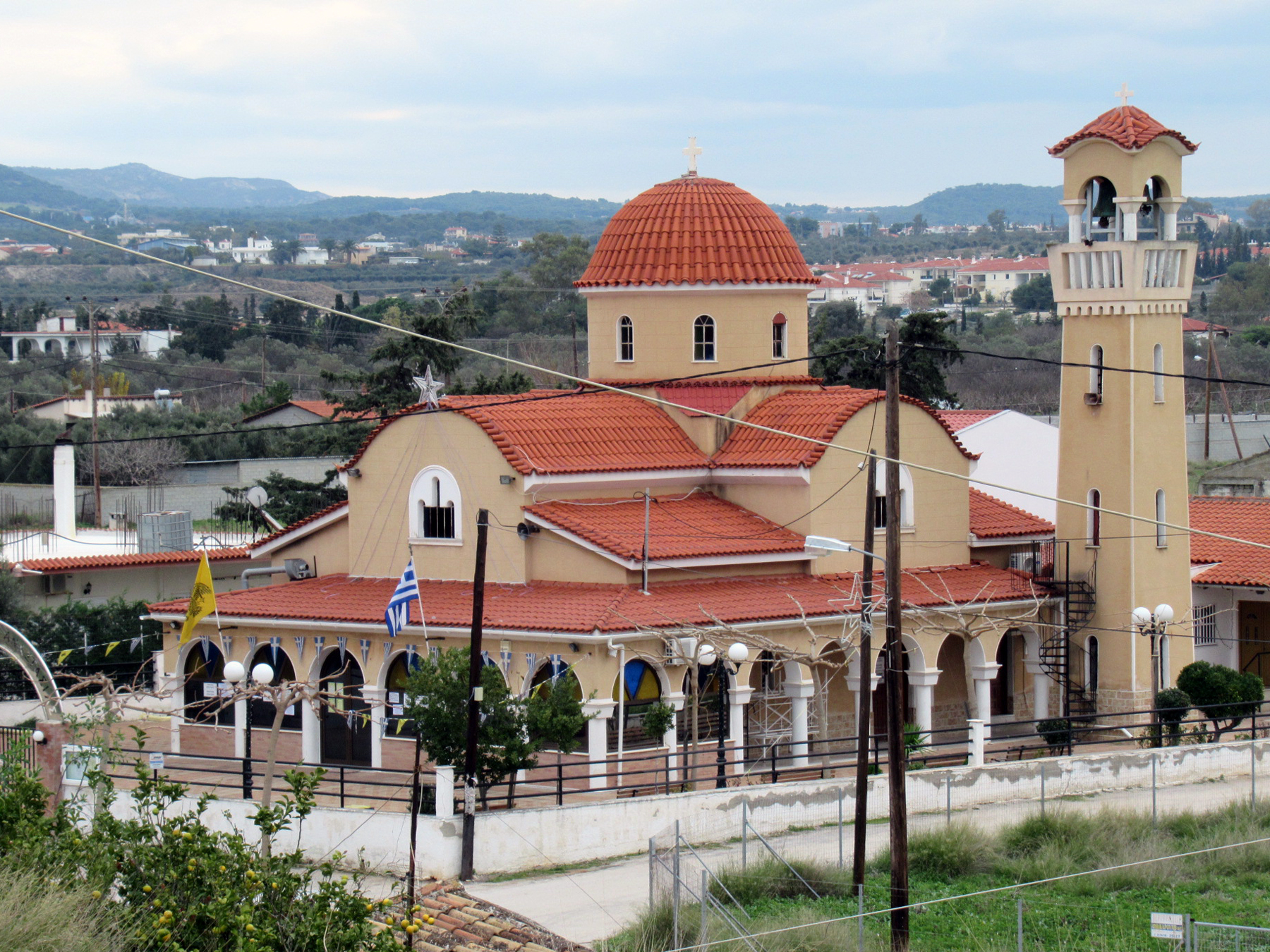
церква Св. Анастасії в селищі Посейдонія
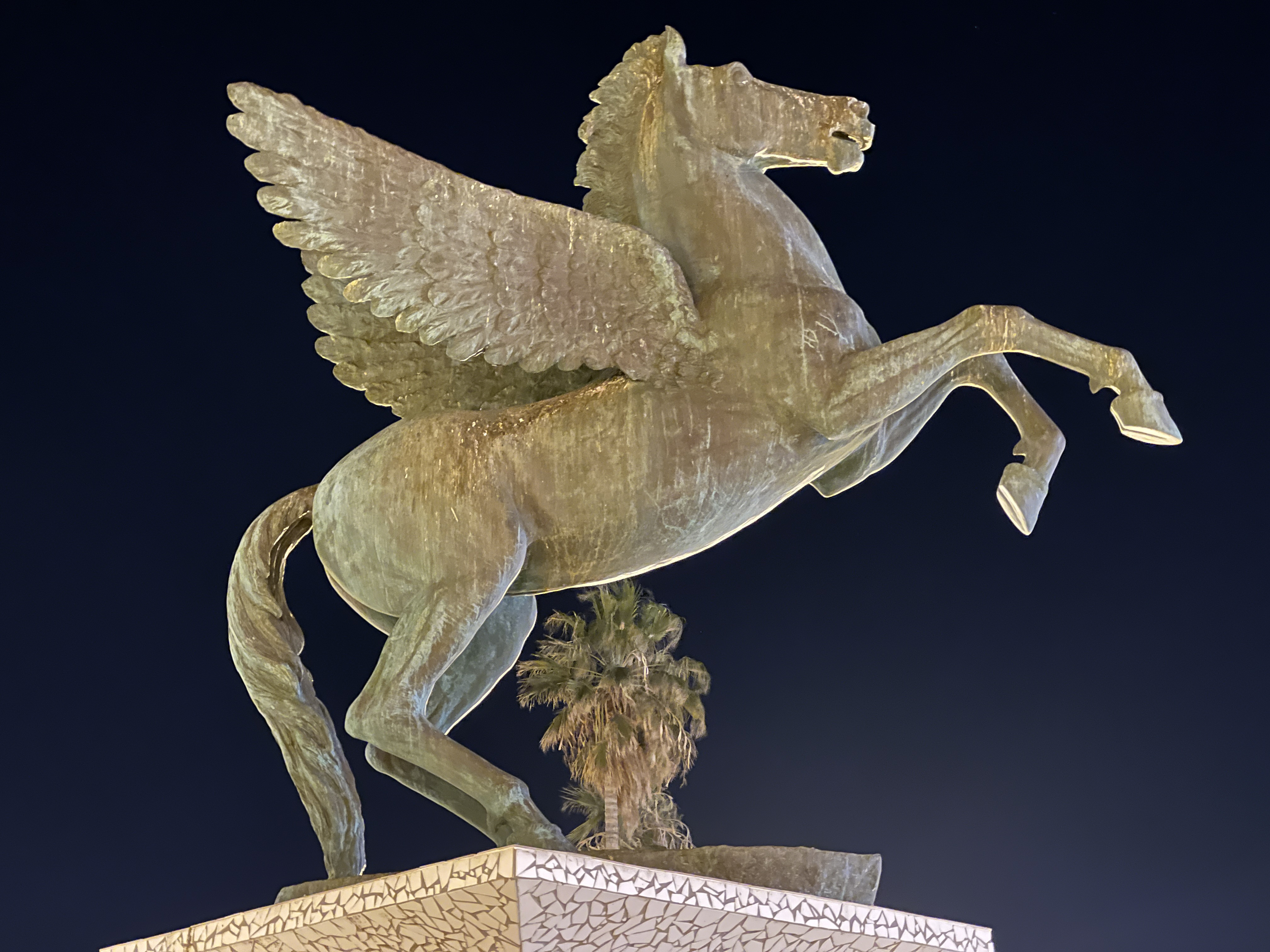
статуя пегаса
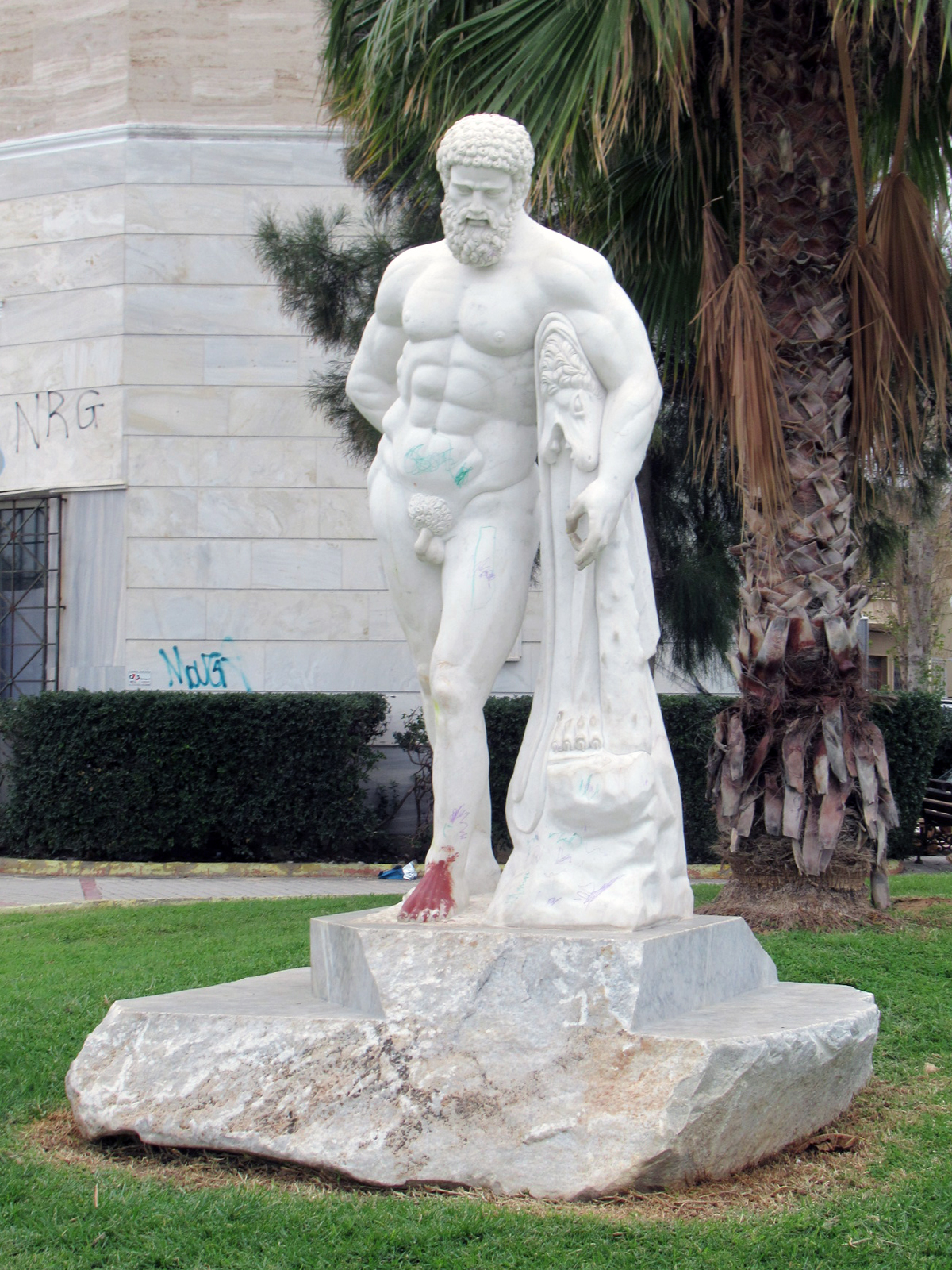
статуя Геракла
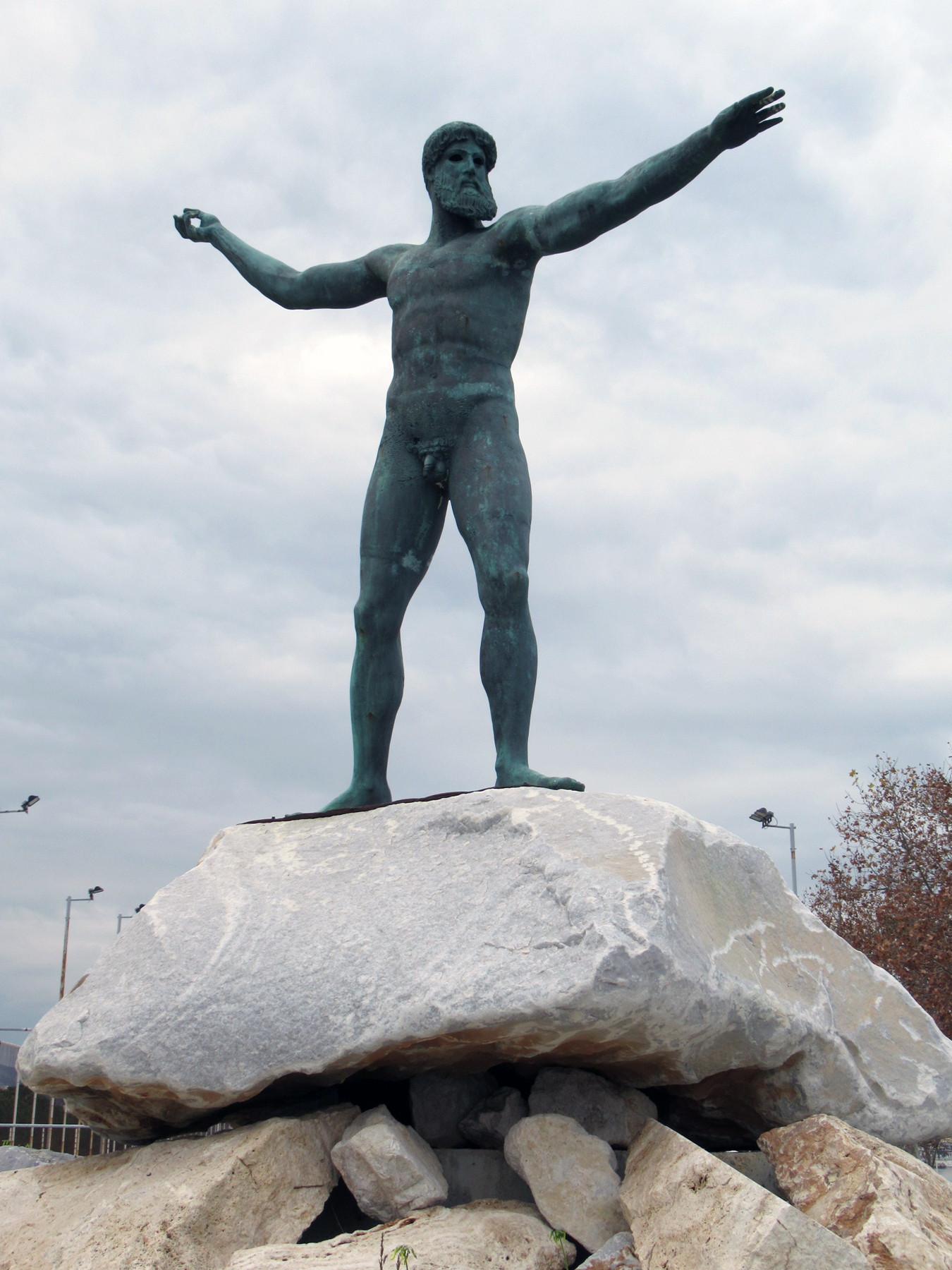
статуя Посейдона

## Коринфський канал
Коринфський канал починається за 2 км на схід від Нового Коринфа, перетинає найвужче місце перешийку (5,8 км) і закінчується в Егінській затоці, поблизу новозакладеного міста Істмії. Про прориття каналу думали ще Періандр, Цезар і Нерон.
1881 — грецький уряд дав концесію на прориття каналу товариству під керівництвом генерала Тюрра. Канал відкрито 1893 року.

## Колонії Коринфа
| - Коркира - Сіракузи - Левкада - Амбракія - Анакторій - Аполлонія | - Епідамн - Потідея - Халкіда - Молікрій - Макінія - Соллій |